# نيال كوين
نيال كوين (بالإنجليزية: Niall Quinn)‏، من مواليد 6 أكتوبر 1966، لاعب كرة قدم إيرلندي سابق، ومدرب كرة قدم إيرلندي.
لعب مع منتخب إيرلندا لكرة القدم.

## روابط خارجية
- نيال كوين على موقع الاتحاد الدولي (مؤرشف)  (الإنجليزية)
- نيال كوين على موقع الاتحاد الأوربي (الإنجليزية)
- نيال كوين على موقع قاعدة بيانات كرة القدم.إي يو (الإنجليزية)
- نيال كوين على موقع ناشيونال فوتبول تيمز (الإنجليزية)
- نيال كوين على موقع Soccerbase.com (لاعب) (الإنجليزية)
- نيال كوين على موقع Soccerbase.com (مدرب) (الإنجليزية)
- نيال كوين على موقع عالم كرة القدم.نت (الإنجليزية)
- نيال كوين على موقع كووورة